# 피테우스
피테우스(Pittheus)는 펠롭스의 아들로, 아이트라와 헤니오케의 아버지이며, 테세우스의 외할아버지이다. 피테우스는 그의 형제인 트로이젠의 이름을 딴 트로이젠의 왕이었다.

## 테세우스의 출생
피테우스의 친구인 아테나이 왕 아이게우스가 아이를 갖지 못하여 신탁을 청하러 갔는데, '가장 탁월한 자여, 그대는 아테나이 정상에 이를 때까지 포도주 담는 가죽 포대의 돌출한 아가리를 풀지 말지어다.'라는 신탁을 받았다. 아이게우스는 어리둥절하여 트로이젠에 들러 피테우스에게 예언에 대한 조언을 구했는데, 피테우스는 신탁의 뜻을 알아차리고 아이게우스를 취하게 만들어 자신의 딸인 아이트라와 동침하도록 했다. 아이게우스는 트로이젠을 떠나며 커다란 바위 밑에 칼과 샌들을 두고, 아이트라에게 아들이 자라서 이 바위를 치우고 물건을 꺼낼 수 있게 되면 아테나이로 찾아오게 하라고 말했다.

## 어린 테세우스와 헤라클레스의 사자가죽
헤라클레스가 벗어 놓은 네메아의 사자 가죽을 보고 아이들이 모두 무서워 달아났으나 테세우스만은 도망가지 않고 도끼를 들어 사자가죽을 공격하려 했던 일화는 바로 테세우스의 외할아버지인 피테우스의 궁전에서 일어난 일이다.